# Puerto Santa Ana
Puerto Santa Ana es una localidad argentina ubicada en el departamento Candelaria de la Provincia de Misiones. Depende administrativamente del municipio de Santa Ana, de cuyo centro urbano dista unos 4 km. Se encuentra a la altura del kilómetro 1.622 del río Paraná, en las cercanías de la desembocadura del arroyo Yabebiry.
El Puerto Santa Ana es el lugar elegido para reemplazar el puerto de Posadas, que desapareció por la construcción de la represa de Yaciretá. Las obras de construcción del puerto comenzaron en 2008.

## Vías de comunicación
Su principal vía de acceso es un camino que la vincula al sur a Santa Ana y la Ruta Nacional 12.